# Cần Văn Thúc
Cần Văn Thúc – wietnamski zapaśnik walczący w stylu klasycznym. Złoty medalista igrzysk Azji Południowo-Wschodniej w 2003. Siódmy na mistrzostwach Azji w 2003 roku.